# Foals
Foals er et band fra Oxford, England. Gruppen har indtil videre udgivet tre fuldlængde-albummer. Det første, Antidotes, blev udgivet den 24. marts 2008 i Storbritannien, og den 8. april i USA. Albummet blev produceret af Dave Sitek fra TV on the Radio – dog valgte bandet at mixe albummet selv.  Det andet album hedder Total Life Forever, og blev udgivet i 2010. Det seneste album med titlen Holy Fire blev udsendt  11. februar 2013 på mærket Transgressive Records. 
Guitarist og sanger Yannis Philippakis blev udnævnt som nr. 45 i musikmagasinet NME's "2007 Cool List". Det efterfølgende år blev han også stemt ind som nr 27 på NME's 2008 "Cool List". Han er en ivrig samler af analoge kassettebånd og er kendt som en eneboer.

## Studiealbummer
- Antidotes (Transgressive Records, 2008)
- Total Life Forever (Transgressive Records, 2010)
- Holy Fire (2013)
- What Went Down (2015)
- Everything Not Saved Will Be Lost – Part 1 (2019)
- Everything Not Saved Will Be Lost – Part 2 (2019)
- Life Is Yours (2022)